# Philadelphia (Mississippi)
Philadelphia ist eine Stadt innerhalb des Neshoba County im Bundesstaat Mississippi in den Vereinigten Staaten und dessen County Seat. Das U.S. Census Bureau hat bei der Volkszählung 2020 eine Einwohnerzahl von 7118 ermittelt. Philadelphia wurde nach der gleichnamigen Stadt in Pennsylvania benannt.

## Geschichte
In der Stadt fanden 1964 in Philadelphia die Mississippi-Bürgerrechtsaktivisten-Morde statt, bei denen drei Bürgerrechtsaktivisten von Mitgliedern des Ku-Klux-Klan ermordet wurden.

## Demografie
Nach der Schätzung von 2019 leben in Philadelphia 10.632 Menschen. Die Bevölkerung teilte sich im selben Jahr auf in 42,1 % nicht-hispanische Weiße, 52,1 % Afroamerikaner, 1,7 % amerikanische Ureinwohner und 1,1 % mit zwei oder mehr Ethnizitäten. Hispanics oder Latinos machten 3,1 % der Bevölkerung aus. Das mittlere Haushaltseinkommen lag bei 36.732 US-Dollar und die Armutsquote bei 27,5 %.

## Persönlichkeiten
- Hardy (* 1990), Country-/Rock-Sänger und Songwriter